# 41. ceremonia wręczenia Cezarów
41. ceremonia wręczenia francuskich nagród filmowych Cezarów za rok 2015, odbyła się 26 lutego 2016 roku w Théâtre du Châtelet w Paryżu.
Nominacje do tegorocznej edycji nagród zostały ogłoszone 27 stycznia bieżącego roku, przez Prezydenta Francuskiej Akademii Sztuki i Techniki Filmowej Alain Terziana oraz Florence Foresti.
Prowadzącą galę wręczenia nagród była po raz pierwszy aktorka Florence Foresti.

## Laureaci i nominowani
Laureaci nagród wyróżnieni są wytłuszczeniem

### Najlepszy film
Reżyser / Producenci − Film
- Philippe Faucon / Yasmina Nini-Faucon i Philippe Faucon − Fatima
  - Jacques Audiard / Pascal Caucheteux i Grégoire Sorlat − Imigranci
  - Stéphane Brizé / Christophe Rossignon i Philip Boëffard − Miara człowieka
  - Xavier Giannoli / Olivier Delbosc i Marc Missonnier − Niesamowita Marguerite
  - Maïwenn / Alain Attal − Moja miłość
  - Deniz Gamze Ergüven / Charles Gillibert − Mustang
  - Emmanuelle Bercot / François Kraus i Denis Pineau-Valencienne − Z podniesionym czołem
  - Arnaud Desplechin / Pascal Caucheteux i Grégoire Sorlat − Trzy wspomnienia z mojej młodości

### Najlepszy film zagraniczny
Reżyser − Film • Kraj produkcji
- Alejandro González Iñárritu − Birdman • Stany Zjednoczone
  - László Nemes − Syn Szawła • Węgry
  - Guillaume Malandrinr i Stéphane Malandrin − Je suis mort mais j'ai des amis • Belgia
  - Nanni Moretti − Moja matka • Włochy
  - Dżafar Panahi − Taxi – Teheran • Iran
  - Jaco Van Dormael − Zupełnie Nowy Testament • Belgia
  - Paolo Sorrentino − Młodość • Włochy

### Najlepszy film debiutancki
Reżyser / Producenci − Film
- Deniz Gamze Ergüven / Charles Gillibert − Mustang
  - Frédéric Tellier / Julien Madon i Julien Leclercq − Seryjny zabójca nr 1
  - Thomas Bidegain / Alain Attal − Szukając Kelly
  - Clément Cogitore, Jean-Christophe Reymond i Amaury Ovise − Front w Dolinie Wakhan
  - Kheiron Tabib / Simon Istolainen i Sidonie Dumas − Wszyscy albo nikt

### Najlepszy reżyser
- Arnaud Desplechin − Trzy wspomnienia z mojej młodości
  - Jacques Audiard − Imigranci
  - Stéphane Brizé − Miara człowieka
  - Xavier Giannoli − Niesamowita Marguerite
  - Maïwenn − Moja miłość
  - Deniz Gamze Ergüven − Mustang
  - Emmanuelle Bercot − Z podniesionym czołem

### Najlepszy scenariusz oryginalny
- Deniz Gamze Ergüven i Alice Winocour − Mustang
  - Jacques Audiard, Thomas Bidegain i Noé Debré − Imigranci
  - Xavier Giannoli − Niesamowita Marguerite
  - Emmanuelle Bercot i Marcia Romano − Z podniesionym czołem
  - Arnaud Desplechin i Julie Peyr − Trzy wspomnienia z mojej młodości

### Najlepszy scenariusz adaptowany
- Philippe Faucon − Fatima
  - David Oelhoffen i Frédéric Tellier − Seryjny zabójca nr 1
  - Samuel Benchetrit − Asfalt
  - Vincent Garenq i Stéphane Cabel − L'Enquête
  - Benoît Jacquot i Hélène Zimmer − Dziennik panny służącej

### Najlepszy aktor
- Vincent Lindon − Miara człowieka
  - Jean-Pierre Bacri − La vie très privée de Monsieur Sim
  - Vincent Cassel − Moja miłość
  - François Damiens − Szukając Kelly
  - Gérard Depardieu − Dolina miłości
  - Antonythasan Jesuthasan − Imigranci
  - Fabrice Luchini − Subtelność

### Najlepsza aktorka
- Catherine Frot − Niesamowita Marguerite
  - Loubna Abidar − Tyle miłości
  - Emmanuelle Bercot − Moja miłość
  - Cécile de France − Piękne lato
  - Catherine Deneuve − Z podniesionym czołem
  - Isabelle Huppert − Dolina miłości
  - Soria Zeroual − Fatima

### Najlepszy aktor w roli drugoplanowej
- Benoît Magimel − Z podniesionym czołem
  - Michel Fau − Niesamowita Marguerite
  - Louis Garrel − Moja miłość
  - André Marcon − Niesamowita Marguerite
  - Vincent Rottiers − Imigranci

### Najlepsza aktorka w roli drugoplanowej
- Sidse Babett Knudsen − Subtelność
  - Sara Forestier − Z podniesionym czołem
  - Agnès Jaoui − Wyprawa
  - Noémie Lvovsky − Piękne lato
  - Karin Viard − Vingt et une nuits avec Pattie

### Nadzieja kina (aktor)
- Rod Paradot − Z podniesionym czołem
  - Swann Arlaud − Les anarchistes
  - Quentin Dolmaire − Trzy wspomnienia z mojej młodości
  - Félix Moati − Liczę do trzech
  - Finnegan Oldfield − Szukając Kelly

### Nadzieja kina (aktorka)
- Zita Hanrot − Fatima
  - Lou Roy-Lecollinet − Trzy wspomnienia z mojej młodości
  - Diane Rouxel − Z podniesionym czołem
  - Sara Giraudeau − Les bêtises
  - Camille Cottin − Paryska dziwka i książę

### Najlepsza muzyka
- Warren Ellis − Mustang
  - Raphaël Haroche − Szukając Kelly
  - Ennio Morricone − W maju niech się dzieje, co chce
  - Stephen Warbeck − Moja miłość
  - Grégoire Hetzel − Trzy wspomnienia z mojej młodości

### Najlepsze zdjęcia
- Christophe Offenstein − Dolina miłości
  - Eponine Momenceau − Imigranci
  - Glynn Speeckaert − Niesamowita Marguerite
  - David Chizallet i Ersin Gök − Mustang
  - Irina Lubtchansky − Trzy wspomnienia z mojej młodości

### Najlepszy montaż
- Mathilde Van de Moortel − Mustang
  - Juliette Welfling − Imigranci
  - Cyril Nakache − Niesamowita Marguerite
  - Simon Jacquet − Moja miłość
  - Laurence Briaud − Trzy wspomnienia z mojej młodości

### Najlepsza scenografia
- Martin Kurel − Niesamowita Marguerite
  - Michel Barthélémy − Imigranci
  - Katia Wyszkop − Dziennik panny służącej
  - Jean Rabasse − L'odeur de la mandarine
  - Toma Baquéni − Trzy wspomnienia z mojej młodości

### Najlepsze kostiumy
- Pierre-Jean Larroque − Niesamowita Marguerite
  - Anaïs Romand − Dziennik panny służącej
  - Selin Sözen − Mustang
  - Catherine Leterrier − L'odeur de la mandarine
  - Nathalie Raoul − Trzy wspomnienia z mojej młodości

### Najlepszy dźwięk
- François Musy i Gabriel Hafner − Niesamowita Marguerite
  - Daniel Sobrino, Valérie Deloof i Cyril Holtz − Imigranci
  - Nicolas Provost, Agnès Ravez i Emmanuel Croset − Moja miłość
  - Ibrahim Gök, Damien Guillaume i Olivier Goinard − Mustang
  - Nicolas Cantin, Sylvain Malbrant i Stéphane Thiébaut − Trzy wspomnienia z mojej młodości

### Najlepszy film animowany
- Mark Osborne − Mały ksiażę
  - Simon Rouby − Adama
  - Christian Desmares i Franck Ekinci − Niesamowity świat April

### Najlepszy film dokumentalny
- Cyril Dion i Mélanie Laurent − Nasze jutro
  - Patricio Guzmán − Perłowy guzik
  - Denis Robert i Nina Robert − Cavanna, jusqu'à l'ultime seconde, j'écrirai
  - Rithy Panh − Brakujące zdjęcie
  - Jean-Gabriel Périot − Niemiecka młodzież

### Najlepszy film krótkometrażowy
- Cécile Ducrocq − La Contre-allée
  - Pierre-Emmanuel Urcun − Le Dernier des Céfrans
  - Morgan Simon − Essaie de mourir jeune
  - Demis Herenger − Guy Môquet
  - Sylvain Desclous − Mon héros

### Najlepszy animowany film krótkometrażowy
- Céline Devaux − Le Repas dominical
  - Pierre-Emmanuel Lyet i Joris Clerté − La Nuit américaine d'Angélique
  - Marie-Christine Courtès − Sous tes doigts
  - Benoît Chieux − Tigres à la queue leu leu

### Cezar Honorowy
- Michael Douglas (aktor)

## Podsumowanie ilości nominacji
(Ograniczenie do dwóch nominacji)
11: Niesamowita Marguerite, Trzy wspomnienia z mojej młodości
9: Imigranci, Mustang
8: Z podniesionym czołem, Moja miłość
4: Fatima, Szukając Kelly
3: Dziennik panny służącej, Miara człowieka, Dolina miłości
2: Seryjny zabójca nr 1, Piękne lato, Subtelność, L'odeur de la mandarine

## Podsumowanie ilości nagród
(Ograniczenie do dwóch nagród)
4: Mustang, Niesamowita Marguerite
3: Fatima
2: Z podniesionym czołem